# Rue du Colonel-Renard (Nancy)
Ne doit pas être confondu avec Rue des Colonels-Renard.
La rue du Colonel-Renard est une voie de la commune de Nancy, sise dans le département de Meurthe-et-Moselle, en région Lorraine.

## Situation et accès
Placée au cœur du quartier de Mon Désert - Jeanne d'Arc - Saurupt - Clemenceau, la voie se situe au sud du ban communal de Nancy, à proximité de Vandœuvre-lès-Nancy. Elle relie l'avenue du Général-Leclerc et le boulevard Georges-Clemenceau à la rue des Brice.

## Origine du nom
Elle porte le nom de l'ingénieur et inventeur français, aéronaute et pionnier de l'aviation le colonel Charles Renard (1847-1905).

## Historique
Ancienne rue particulière ouverte en 1906 dans le parc de Saurupt, classée en 1907 et dénommée en 1912.

## Bâtiments remarquables et lieux de mémoire
- no 3 : Villa Marguerite, demeure objet d’une inscription au titre des monuments historiques par arrêté du 4 mai 1994[2].